# Маннагеттея Гуммеля
Маннагетея Гуммеля (лат. Mannagettaea hummelii) — вид травянистых паразитарных растений рода Маннагеттея (Mannagettaea) семейства Заразиховые (Orobanchaceae).

## Ботаническое описание
Паразит, паразитирует на видах родов Карагана и Ива.
Стебли высотой 2-7 см, сильно укороченные, почти голые, покрыты яйцевидными чешуями.
Соцветие щитковидное, с 4-15 сближенными сидячими цветками. Чашечка длиной 17—20 мм, сростнолистная, длиннотрубчатая, с 4—5 зубцами. Прицветники широкояйцевидные, по краю курчавоволосистые, расположенные по краям чашечки, часто срастаются при основании у 2 соседних цветков. Прицветнички линейные. Венчик трубчатый, тёмно-фиолетового цвета, длиной 20-30 мм. Верхняя губа цельная, шлемообразная; нижняя губа рассечённая на три 3 доли. Гинецей состоит из 2 или 3 плодолистиков.
Цветёт в июне — июле, плодоносит в июле — августе.
Экзозоохор. Плод — не вскрывающаяся коробочка эллиптической формы, которая ослизняется, постепенно разрушаясь. Семена округлые, обратнояйцевидные, чёрные, со слабым блеском.

## Экология и распространение
Обитает в горно-лесном и высокогорном поясах в поймах рек, зарослях кустарников, приречных еловых и лиственнично-сосновых лесах, встречаясь единичными экземплярами.
В России встречается в Республиках Тува и Бурятия. За пределами России обитает в Северном Китае.

## Охранный статус
Занесена в Красную книгу России и региональные Красные книги Тувы и Бурятии.
Факторами исчезновения являются полная зависимость растения-хозяина, разлив и изменение русла рек, лесные пожары и выпас скота, вырубка леса.